# Gary Private

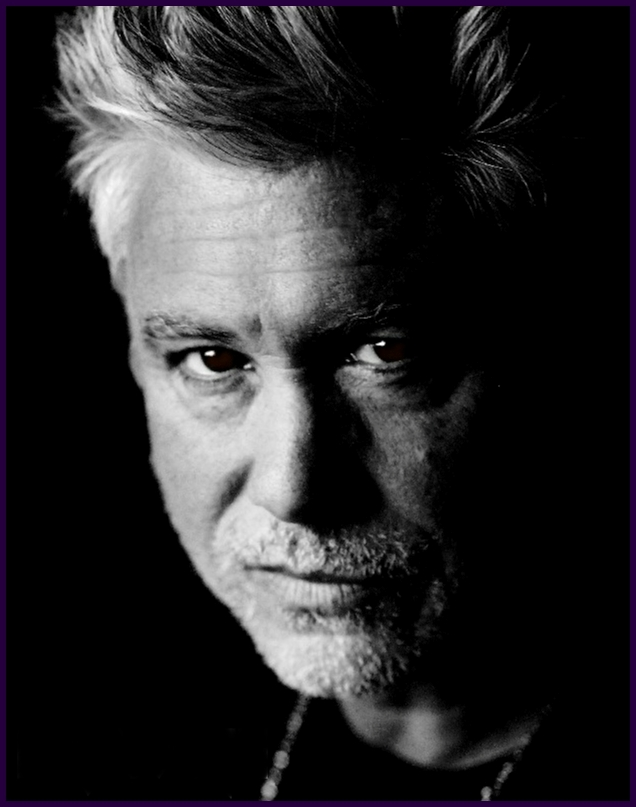
Gary Private (2014)

Gary Private (* 23. März 1954 in Sheepshead Bay, Brooklyn, New York City, New York) ist ein US-amerikanischer Schauspieler, Songwriter, Filmkomponist, Popsänger, Stuntman und Schlagzeuger.

## Leben
Gary Private wurde in Sheepshead Bay im New Yorker Bezirk Brooklyn als Sohn italoamerikanischer Eltern geboren. Erste öffentliche musikalische Erfahrungen sammelte er als Schlagzeuger, indem er in verschiedenen New Yorker Clubs auftrat. Dabei unterstützte er einige Bands bei ihren Auftritten und gründete später seine eigene Band. Anfang der 1980er Jahre unterschrieb er bei dem Label Select Records. Ab 1981 erschienen erste Singles und wurden vom Label Select Records vertrieben. 1983 erschien das Musikalbum Secret Love bei Atlantic Records. Er war zweimal im Format American Bandstand moderiert von Dick Clark zu sehen.
Mitte der 2000er fand Private den Weg ins Schauspiel. Nach Episodenrollen in den Fernsehserien Bones – Die Knochenjägerin und Immer wieder Jim folgten Besetzungen in Spiel- und Kurzfilmen. 2019 hatte er eine Nebenrolle im Kinofilm Once Upon a Time in Hollywood von Quentin Tarantino inne. 2020 hatte er eine größere Rolle im Katastrophenfilm Meteor Moon.

## Filmografie

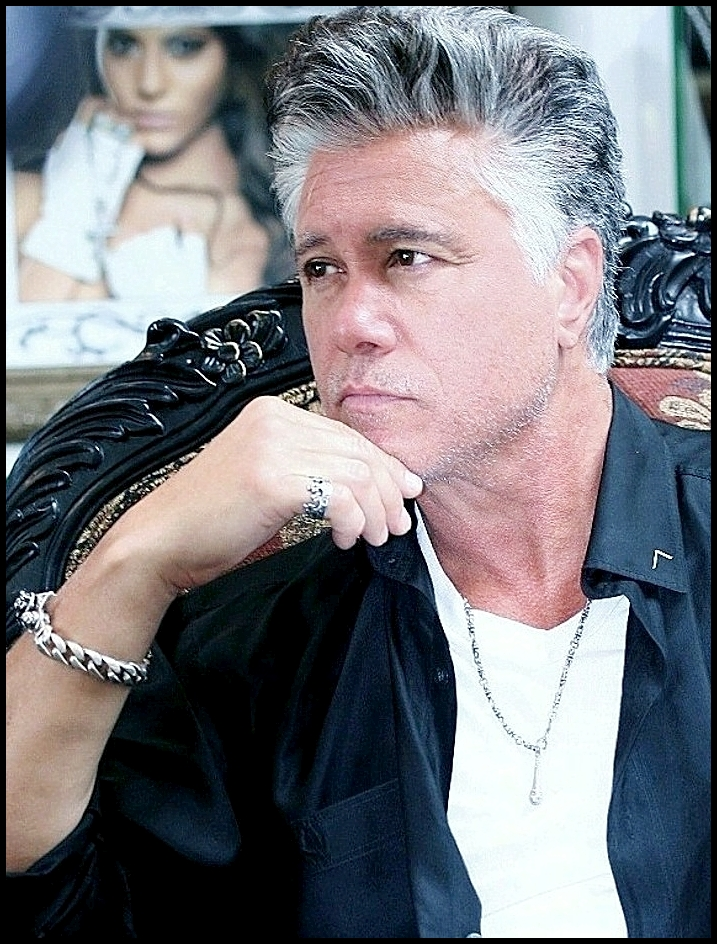
Gary Private (2010)

### Schauspiel
- 2006: Bones – Die Knochenjägerin (Bones) (Fernsehserie, Episode 2x08)
- 2007: Immer wieder Jim (According to Jim) (Fernsehserie, Episode 6x03)
- 2008: The Tale of a Suicidal Narcoleptic
- 2008: Stiletto
- 2009: America’s Most Wanted (Fernsehshow, Episode 23x06)
- 2009: Desfoll: Desires First of All (Kurzfilm)
- 2009: Blue Movies (Kurzfilm)
- 2009: Black Gloves (Kurzfilm)
- 2010: Blanco Boys (Fernsehserie, Episode 1x03)
- 2010: Son of a Don (Kurzfilm)
- 2010: Fear of Flying
- 2010: A Night to Remember (Kurzfilm)
- 2011: Killer Priest
- 2011: Happy Apocalypse!
- 2012: Greed (Kurzfilm)
- 2012: Enchanted Affairs (Fernsehfilm)
- 2012: Wednesday’s Blues (Kurzfilm)
- 2012: Empress Vampire
- 2012: Beyond the Trophy
- 2013: Killer Bill (Kurzfilm)
- 2014: Tabloid (Fernsehserie, Episode 1x05)
- 2014: Johnny and Louie (Kurzfilm)
- 2014: Reconciled (Kurzfilm)
- 2017: Complete or Repeat
- 2017: Overlook the Edge
- 2017: The Blacklist (Fernsehserie, Episode 5x01)
- 2017: House of Dreams (Fernsehserie)
- 2018: Fiction in Bed (Fernsehserie, 2 Episoden)
- 2019: Once Upon a Time in Hollywood
- 2019: Mondo Hollywoodland
- 2019: Olden Times (Fernsehfilm)
- 2019: Solve (Fernsehserie, Episode 13x119)
- 2020: Meteor Moon

### Stunts
- 2008: Stiletto
- 2012: Greed (Kurzfilm)
- 2012: Empress Vampire

### Filmkompositionen
- 1980–1983: Bandstand (Fernsehserie, 2 Episoden)
- 1985: Girls of Rock & Roll
- 1988: The Magical World of Disney
- 2011: AKA Private (Dokumentation)
- 2014: Live Nude Girls

## Diskografie (Auswahl)
Album
- 1983: Secret Love, Label: Atlantic Records

Singles
- 1981: The Problem With Me Is You/Caught Up In Los Angeles, Label: Select Records
- 1981: Private, Label: Select Records
- 1982: Reach Out (I'll Be There), Label: Select Records
- 1982: Lonelyhearts, Label: Atlantic Records
- 1983: Waiting For You, Label: Atlantic Records
- 1983: Don't Go Walking In The Dark, Label: Atlantic Records
- 1983: Don't Go Walking In The Dark, Label: Atlantic Records
- 1985: Love Is For Suckers, Label: Select Records